# 塚本壮一
塚本 壮一（つかもと そういち、1965年4月12日 - ）は、日本のジャーナリスト、桜美林大学教授。
元NHK職員で、ソウル支局長、報道局国際部デスク、解説委員などを歴任。

## 経歴
1989年、慶應義塾大学法学部政治学科卒業後、記者としてNHKに入局。新人時代を山口局で過ごした。学生時代から韓国に関心を持ち、入局時山口県が歴史的経緯から慶尚南道と友好関係を樹立していたという事情も重なり、2局目となる東京転勤後は報道局国際部所属となり朝鮮半島情勢を担当することになる。2002年、当時の総理大臣であった小泉純一郎の北朝鮮訪問の取材にもあたった。2004年から2008年までは北京に駐在し、北朝鮮の核問題をめぐる六者会合や日朝協議で北朝鮮代表団の取材を担当。2012年から2015年まではソウル支局長として、李明博・朴槿恵両政権下で悪化した日韓関係や、旅客船セウォル号沈没事故などを取材した。また、2012年8月からはNHKが支局を置いている韓国放送公社(KBS)の日本語国際放送ラジオ番組「金曜座談会」に、在ソウルの日本メディア他社支局長らとともに出演者として名を連ねた。ニュース「おはよう日本」の編集責任者、解説委員を務め、2019年3月にNHKを退局。同年4月から桜美林大学リベラルアーツ学群教授に就任。